# Eduardo Alejandro Zemborain
Eduardo A. Zemborain (1936 - 1985) fue un arquitecto argentino, socio fundador del estudio Antonini-Schon-Zemborain.

## Biografía
Nació el 22 de octubre de 1936 en Buenos Aires, Argentina hijo de Victor Guillermo Zemborain y Matilde Lanusse. Se casó en 1960 con Elvira M.R. Diehl y tuvo 4 hijos, Eduardo, Pablo, María y Juan.
Creció y se formó en la Argentina. Se graduó como arquitecto en la Universidad de Buenos Aires, recibió su diploma de Arquitecto in 1960. Inmediatamente después en 1961 formó un estudio de Arquitectura junto dos compañeros de facultad, Antonio S.M. Antonini y Gerardo S. Schon (1936-2010). En un primer momento lo bautizaron Estudio E.G.A. (por Eduardo, Gerardo y Antonio) al poco tiempo lo rebautizaron como "Antonini Schon Zemborain" (ASZ). En el año 1973 se incorporan como socios Miguel E. Hall y Juan Carlos Fervenza, y 1992 se incorpora como socio Eduardo Zemborain (h) quién continua como tal hasta el año 2003.
Establecieron su primera oficina en la calle Esmeralda y Av. Corrientes y en el año 1974 lo mudaron a la Av. Quintana en el barrio de Recoleta.
Durante las décadas del 60 y del 70 se dedicaron intensamente a participar en concursos de obra pública, que en esa época eran organizados por la Sociedad Central de Arquitectos (SCA) con jurados constituidos mayormente por arquitectos elegidos por la SCA y los participantes. Entre los años 1961 y 1985 el estudio ASZ se hizo acreedor a 44 premios en concursos nacionales, internacionales, privados y de antecedentes. Durante esos primeros 25 años en el estudio ASZ se formaron cientos de arquitectos muchos de los cuales han sido o son arquitectos con carreras profesionales relevantes. En el momento de mayor actividad el estudio llegó a coordinar la labor de una oficina de aproximadamente 200 arquitectos.
Fue consejero titular (1972-1976) del CPAU Consejo Profesional de Arquitectura y Urbanismo, miembro del Colegio de Jurados de Concursos de la SCA y la FASA (1874-1982), actuó como jurado en diversos concursos y participó en la organización de las primeras Bienales de Arquitectura de Buenos Aires. Fue titular de una cátedra de la materia Diseño V en la Universidad de Buenos Aires en los años 1984 y 1985 cuando fue la renovación de cuadros docentes en el retorno a la Democracia.

### Dos muestras de su pasión por la arquitectura

#### Concurso Tete Defense de Paris
En 1982 el estudio decidió participar en el concurso de anteproyectos para diseñar el edificio Tete Defense para París que conmemoraba el bicentenario de la Revolución Francesa. Era la primera vez que se presentaban en un concurso internacional de semejante importancia. Durante 3 meses un equipo liderado por Eddy y por Antonio trabajó con una convicción ganadora, convocaron a los mejores asesores a colaborar en las resoluciones estructurales y de técnicas de la propuesta. Se presentaron cientos de anteproyectos con las más variadas propuestas morfológicas. La presentación del estudio es extremadamente similar al proyecto ganador de Johann Otto von Spreckelsen, La propuesta era llevar el centro cultural a la plataforma superior del edificio desde donde se tenía una visión elevada de la ciudad de Paris, mientras que el proyecto ganador lo ubicó en la plataforma inferior. Según versiones de testigos de proceso de selección del concurso la propuesta presentada por el estudio quedó desestimada para un premio por una norma de incendio que no permitía llevar más de cierta cantidad de público por encima de una cierta cota de altura. Esta información lamentablemente no estaba especificada ni en las bases ni en las respuestas en la ronda de preguntas, y en esa época no existía Internet.

#### Concurso estación de ómnibus de Río Cuarto
En 1983 el estudio se presentó en el concurso para el anteproyecto de una nueva estación de ómnibus en la ciudad de Río Cuarto, provincia de Córdoba. Un equipo se dedicó durante dos meses a la presentación del mismo. Durante el proceso hubo acaloradas discusiones sobre dos alternativas de solución, el dilema era si la estación debía ser resuelta en una o dos plantas. Finalmente se decidió desarrollar la alternativa en una sola planta. La entrega constaba de 7 láminas de un metro por setenta centímetros más una memoria descriptiva. Un día antes de la fecha de entrega final, Eddy empezó a argumentar que si bien lo presentado estaba bien planteado, se corría el riesgo de que el Jurado pudiera opinar que un edificio en dos plantas fuera más conveniente. Ante esa posibilidad, Zemborain decidió desarrollar en el día y la noche que faltaba y con un esfuerzo enorme una nueva presentación para tener cubiertas ambas alternativas. El estudio ganó ese concurso con la propuesta de una única planta.

### Un espíritu renacentista
Eddy Zemborain o "el gordo" como se lo llamaba normalmente, era una dueño de una personalidad carismática y extremadamente intensa. Sus intereses eran múltiples tanto en su profesión, en el arte, en el deporte como en su actividad social.
Comenzó desde adolescente a aprender pintura en el taller de Cata Mortola de Bianchi, donde era compañero de Josefina Robirosa. La pintura era una de sus pasiones, pero curiosamente era una actividad que realizaba solo para su satisfacción personal y si bien realizó más de 300 pinturas no las firmaba, ni hizo ninguna exposición con ellas y más aún a sus más amigos les entregaba obras pero les decía que era en concepto de préstamo. 
Al cumplirse el año de su muerte en 1986 y a manera de homenaje se organizó la primera exposición de sus cuadros en el CAYC, el Centro de Arte y Comunicación, que fue institución emblemática del arte y la arquitectura durante la década del 80.
Fue un activo coleccionista de arte y miembro de la Asociación de Amigos del Museo de Bellas Artes.
Cómo deportista se destacó en la práctica del golf, llegando a tener 1 de handicap. Sus mayores logros en este deporte fueron la obtención del campeonato interno del Jockey Club en la categoría Scratch en el año 1972 y fue finalista de la misma en 1971. Ganó dos veces el campeonato abierto Juárez Celman y la tradicional Copa Vigil en Punta del Este, todas estas en la categoría scratch. Fue uno de los fundadores de la Asociación de Ayuda al Caddie.
Fue un viajero incansable, viajaba 2 o 3 veces por año para visitar las últimas obras de arquitectura a las que estudiaba y fotografiaba. Era también un gran dibujante de pluma durante sus incontables viajes llenaba cuadernos de extraordinarios dibujos muchos de los cuales transformaba a su vuelta en cuadros.
Fallece repentinamente a la edad de 48 años, el 10 de junio de 1985.

## Premios
- Premio Konex 1992: Arquitectura: Quinquenio 1987 - 1991
- 18 primeros premios, en concursos nacionales, internacionales y privados
- 10 segundos premios, en concursos nacionales, internacionales y privados
- 9 terceros premios, en concursos nacionales, internacionales y privados
- 7 adjudicaciones por concursos de antecedentes

## Obras y proyectos más relevantes
- Proyecto ejecutivo y dirección de obra del Estadio de la ciudad de Mar del Plata, para el Campeonato Mundial de 1978. Distinguida como entre las diez mejores obras de arquitectura de la década 1970/1980, en la encuesta realizada por la revista especializada Summa.
- Proyecto ejecutivo de tres plantas de transferencia de basura (enlace roto disponible en Internet Archive; véase el historial, la primera versión y la última)., para el CEAMSE. Obra distinguida con diploma de honor por la Municipalidad de la Ciudad de Buenos Aires.
- Proyecto ejecutivo de mil viviendas con equipamiento comunitario (enlace roto disponible en Internet Archive; véase el historial, la primera versión y la última)., para la Municipalidad de Rosario.
- El Proyecto de un conjunto habitacional de trescientas sesenta viviendas y equipamiento comunitario para el personal de la Base Aeronaval de Punta Indio, para COVIARA.
- El Plan de urbanización de la Villa Minera de Río Turbio (enlace roto disponible en Internet Archive; véase el historial, la primera versión y la última)., previendo un crecimiento de cincuenta mil habitantes.
- Proyecto y dirección de obra de un conjunto habitacional de seiscientas viviendas en la misma Villa, para YCF.
- Proyecto ejecutivo de la Villa temporaria del Complejo Alicopa, en Alicurá, para HIDRONOR SA.
- Proyecto y supervisión de obra de la Villa El Chocón (doscientas viviendas y equipamiento comunitario),
- Proyecto y supervisión del complejo hidroeléctrico Chocón‑Cerros Colorados, para HIDRONOR SA.
- Proyecto y dirección de obra del cruce abajo nivel en la Avenida del Libertador y vías del Ferrocarril Bartolomé Mitre (enlace roto disponible en Internet Archive; véase el historial, la primera versión y la última)., para la MCBA.
- El Proyecto de la Base Naval Aeronaval de la Armada Argentina en el Territorio Nacional de Tierra del Fuego.
- El Proyecto de la Villa temporaria del aprovechamiento hidroeléctrico de Piedra del Águila en la provincia del Neuquén para HIDRONOR SA.
- Proyecto ejecutivo y dirección de obra de los centros deportivos municipales (enlace roto disponible en Internet Archive; véase el historial, la primera versión y la última). para la Municipalidad de la Ciudad de Buenos Aires.
- El Proyecto de la remodelación vial y urbanística del área de Retiro (enlace roto disponible en Internet Archive; véase el historial, la primera versión y la última). de la ciudad de Buenos Aires.
- El Dirección, inspección y coordinación de las obras de las villas permanentes de Ituzaingó (provincia de Corrientes) y Ayolas (República del Paraguay); caminos de vinculación y acceso al Complejo Hidroeléctrico Yacyretá y puente sobre el brazo Aña‑Cuá (Consorcio CAOCY).
- El Proyecto y dirección de obra del Centro Cívico Gubernamental de la provincia de San Juan, con una superficie final (primera y segunda etapa) de 130.000 m² aproximadamente.
- El Proyecto y asesoramiento de la dirección de obra del Centro Gubernamental y Administrativo de la provincia de Buenos Aires, en la ciudad de La Plata, con un total de 45.000 m² de superficie.
- Proyecto y dirección de la Sede Central del Banco del Chaco (enlace roto disponible en Internet Archive; véase el historial, la primera versión y la última). en la ciudad de Resistencia
- Proyecto y dirección de obra del Plan de construcción de 43 escuelas para la Municipalidad de la Ciudad de Buenos Aires (enlace roto disponible en Internet Archive; véase el historial, la primera versión y la última)..
- Planificación general y proyecto ejecutivo de la primera etapa de la Ciudad Universitaria de San Luis.
- Proyecto ejecutivo de tres conjuntos habitacionales para la relocalización de la población de Posadas (enlace roto disponible en Internet Archive; véase el historial, la primera versión y la última)., afectada por el embalse de Yacyretá. Son dos mil trescientas viviendas con respectivo equipamiento comunitario.(Consorcio CAOCY).
- El Estudio de factibilidad, selección de alternativas, anteproyecto licitatorio y pliegos y dirección de las obras de la Autopista 9 de Julio (enlace roto disponible en Internet Archive; véase el historial, la primera versión y la última). en la ciudad de Buenos Aires, incluyendo la remodelación del tramo central entre Plaza Constitución y Avenida del Libertador.